# Slim Besbes
Slim Besbes, né le 7 mai 1963 à Tunis, est un économiste, universitaire et homme politique tunisien. Il est ministre des Finances par intérim de juillet à décembre 2012.

## Biographie
Slim Besbes possède les diplômes suivants :
- une maîtrise en administration économique et sociale obtenue à l'université Toulouse-I-Capitole (France) en juin 1988 ;
- un diplôme d'études supérieures en droit public obtenu dans la même université en octobre 1989 ;
- un diplôme d'études supérieures spécialisées en droit fiscal obtenu dans la même université en mars 1990 ;
- un diplôme d'études approfondies en droit des affaires obtenu dans la même université en octobre 1990 ;
- un doctorat d'État en droit public, obtenu à la faculté de droit et des sciences politiques de Tunis en septembre 2005 ;
- une agrégation en droit public, obtenue au concours national tunisien pour l'accès au grade de maître de conférences, en juin 2006.

Il est nommé secrétaire d'État aux Finances dans le gouvernement Hamadi Jebali le 24 décembre 2011, auprès du ministre Houssine Dimassi ; il lui succède par intérim en juillet 2012, après la démission de ce dernier, avant d'être remplacé par Elyes Fakhfakh en décembre.
Il est élu à l'Assemblée des représentants du peuple lors des élections du 26 octobre 2014 sur une liste présentée par Ennahdha dans la première circonscription de Sfax.